# دريجة مطوقة
الدريجة المطوقة (الاسم العلمي: Philomachus) هي جنس من الطيور يتبع فصيلة دجاج الارض من الرتبة الزقزاقيات.

## أنواع
لهذا الجنس من الطيور نوع وحيد هو:
- الدريجة الشرسة (الاسم العلمي: Philomachus pugnax)